# Ashington (Dorset)
Ashington – wieś w Anglii, w hrabstwie ceremonialnym Dorset, w dystrykcie (unitary authority) Bournemouth, Christchurch and Poole. Leży 32 km na wschód od miasta Dorchester i 154 km na południowy zachód od Londynu.